# Spirama inconspicua
Spirama inconspicua là một loài bướm đêm trong họ Erebidae.